# Skjold osztály

A Skjold hajóosztály a norvég haditengerészet gyorsnaszádjainak  legújabb generációját adja. Az alacsony észlelhetőségű ("lopakodó") nagy sebességű katamarán kialakítású hajók akár 100 km/órás sebességet is elérhet. Főfegyverzete egy 76 mm-es automata löveg és 8 db NSM hajók elleni robotrepülőgép, amelyekkel akár 150 km-re lévő célokat is elérhet. A korvettként is kategorizálható hajóosztály tagjaiból 6 példány készült 1997 és 2007 között. Valamennyi Skjold osztályú hajó a Norvég Királyi Haditengerészet kötelékében szolgál.

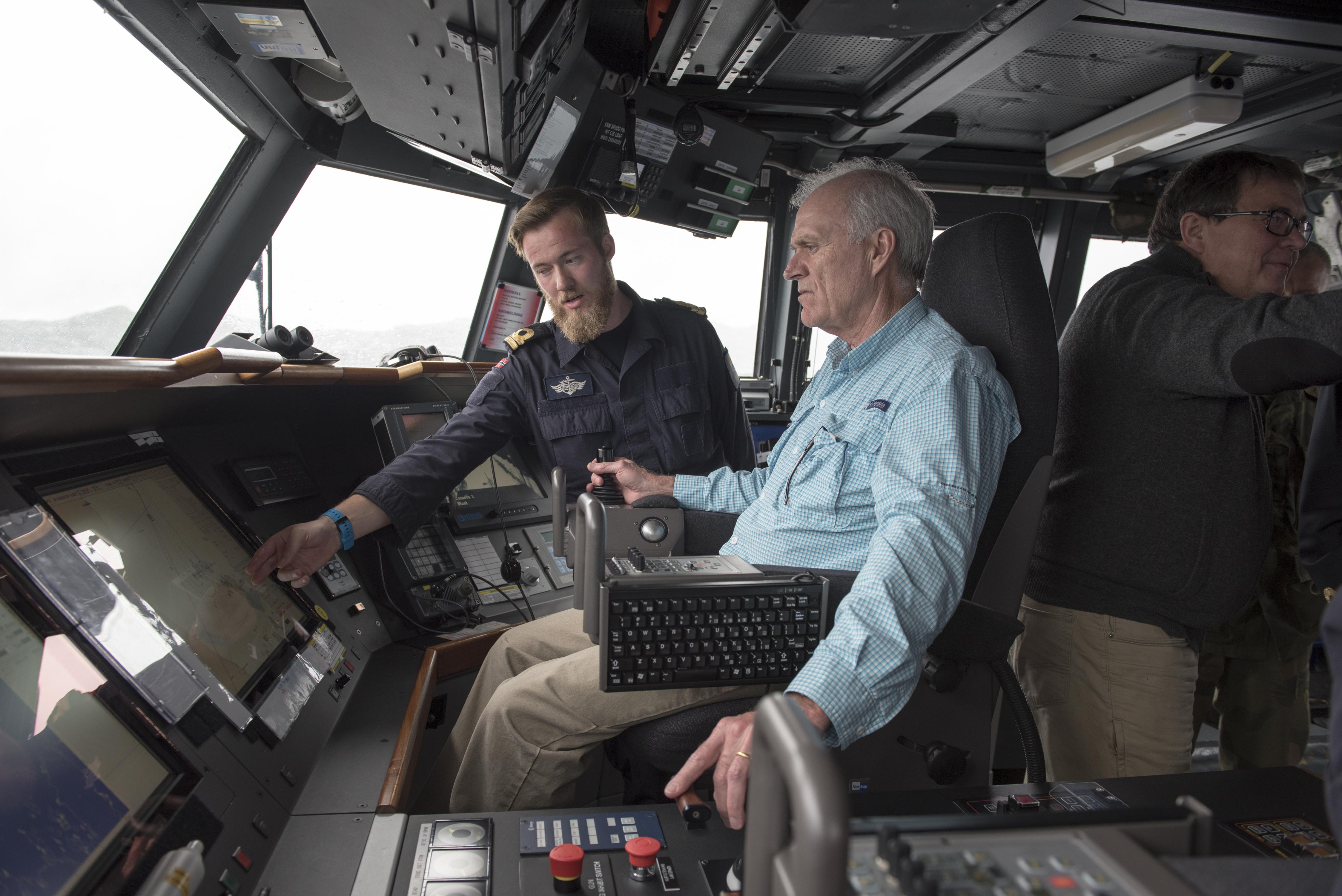
Parancsnoki híd
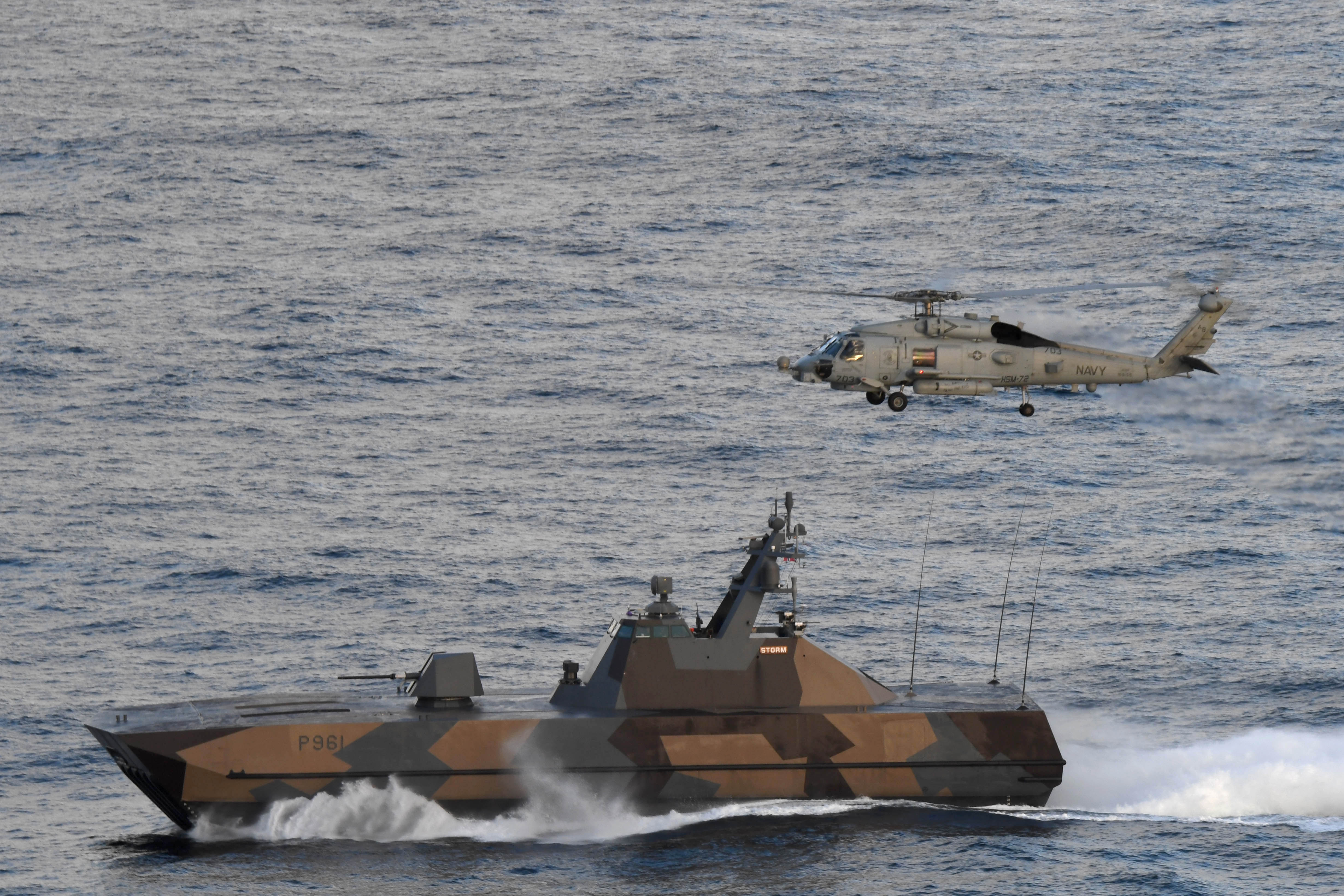
A KNM Storm a tengeren
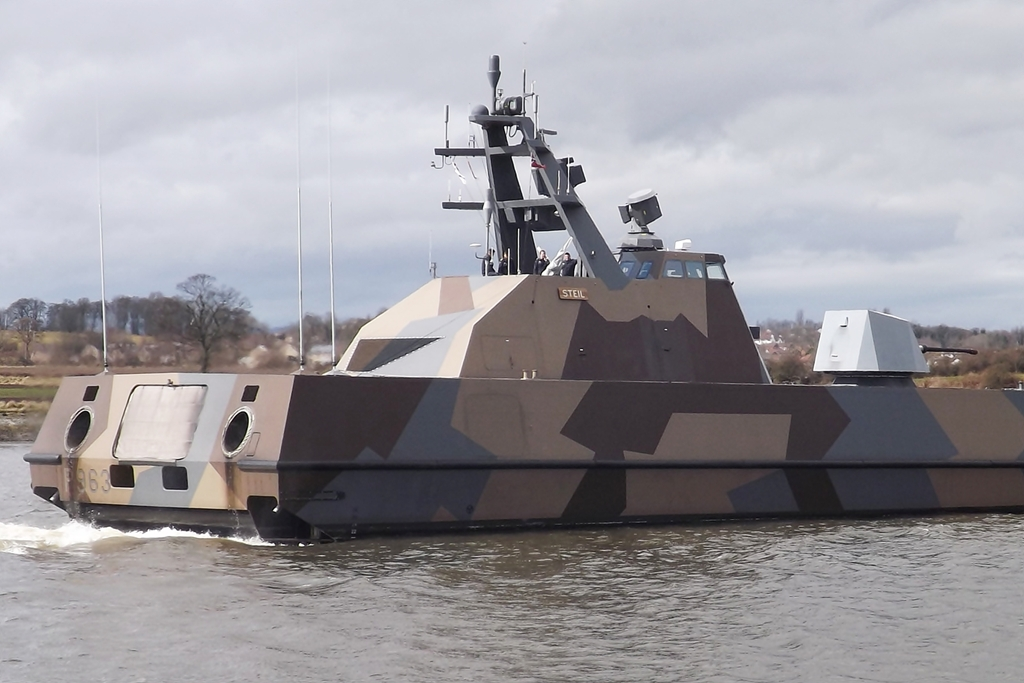
KNM Steil
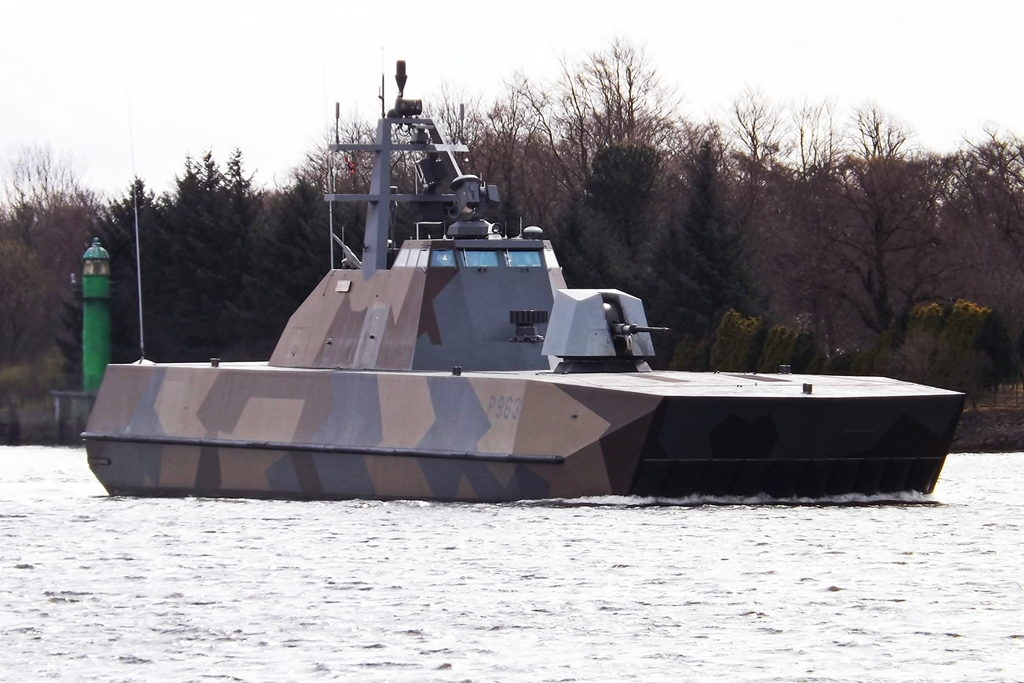
KNM Steil